# Beverly Byron

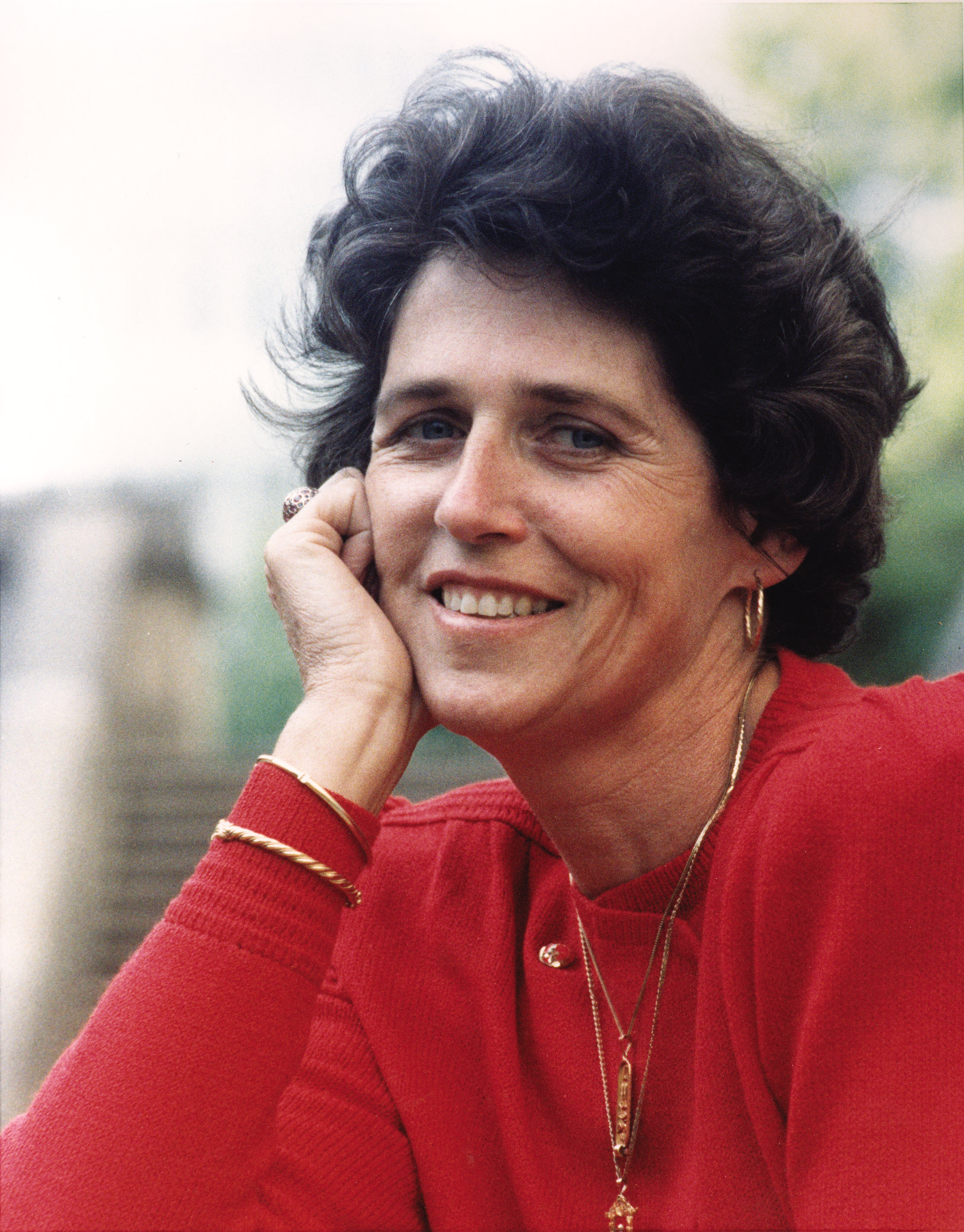
Beverly Byron

Beverly Barton Butcher Byron (* 27. Juli 1932 in Baltimore, Maryland; † 9. Februar 2025 in Frederick, Maryland) war eine US-amerikanische Politikerin. Zwischen 1979 und 1993 vertrat sie den Bundesstaat Maryland im US-Repräsentantenhaus.

## Werdegang
Beverly Barton Butcher, so ihr Geburtsname, besuchte bis 1950 die National Cathedral School for Girls in Washington, D.C. In den Jahren 1961 und 1962 studierte sie dann noch am Hood College in Frederick. Durch ihre Heirat mit dem späteren Kongressabgeordneten Goodloe Byron wurde sie die Schwiegertochter der ebenfalls für Maryland dem US-Repräsentantenhaus angehörenden William und Katharine Byron. Wie diese war auch sie Mitglied der Demokratischen Partei. In den Jahren 1962 und 1965 fungierte sie als Schatzmeisterin der Jugendorganisation ihrer Partei in Maryland.
Bei den Kongresswahlen des Jahres 1978 wurde sie als Nachfolgerin ihres zwischenzeitlich verstorbenen Mannes, der eigentlich für eine erneute Kandidatur vorgesehen war, im sechsten Wahlbezirk von Maryland in das US-Repräsentantenhaus in Washington gewählt, wo sie am 3. Januar 1979 ihr neues Mandat antrat. Nach sechs Wiederwahlen konnte sie bis zum 3. Januar 1993 sieben Legislaturperioden im Kongress absolvieren. Dort war sie zeitweise Mitglied im Streitkräfteausschuss, im Ausschuss für insulare Angelegenheiten und im Ausschuss, der sich mit Fragen des Alterns befasste. Beverly Byron galt als eher konservative Abgeordnete. Im Jahr 1992 wurde sie von ihrer Partei nicht mehr zur Wiederwahl nominiert (ihr Sitz im Kongress ging dann an einen Republikaner).
Im Jahr 1993 wurde sie Mitglied einer Kommission, die sich mit der Schließung von militärischen Stützpunkten befasste. Später lebte sie in Frederick.

## Einzelnachweis
1. ↑  Beverly B. Byron. In: keeneybasford.com. 10. Februar 2025, abgerufen am 10. Februar 2025.

| Personendaten    | Personendaten                                      |
| ---------------- | -------------------------------------------------- |
| NAME             | Byron, Beverly                                     |
| ALTERNATIVNAMEN  | Byron, Beverly Barton Butcher (vollständiger Name) |
| KURZBESCHREIBUNG | US-amerikanische Politikerin                       |
| GEBURTSDATUM     | 27. Juli 1932                                      |
| GEBURTSORT       | Baltimore, Maryland                                |
| STERBEDATUM      | 9. Februar 2025                                    |
| STERBEORT        | Frederick, Maryland                                |